# Priming (psicologia)

Un diagramma che mostra diversi tipi di priming: le linee tratteggiate indicano un priming percettivo, quelle continue un priming concettuale

Il priming (traducibile con innesco) è un effetto psicologico per il quale l'esposizione a uno stimolo influenza la risposta a stimoli successivi. L'influenza dello stimolo può esercitarsi a livello percettivo, semantico o concettuale. Ad esempio, la ripetizione di una certa parola aumenterà la probabilità che una parola simile sia fornita come risposta ad una domanda, benché non sia la risposta corretta. Oppure il breve piacere di un venticello fresco in una giornata torrida ci induce a considerare con maggiore ottimismo qualunque cosa stiamo valutando in quel momento. Il priming è una forma di apprendimento implicito, perché le persone non sono consapevoli dell'effetto che il primo stimolo ha sull'elaborazione del secondo.

## Paradigmi sperimentali
Il priming è stato studiato soprattutto in relazione all'elaborazione delle parole, anche se non è l'unico contesto in cui tale fenomeno si verifica. I due compiti sperimentali più utilizzati sono il completamento di una lista di parole incomplete (ad esempio "Psic---gia"="Psicologia") e il compito di decisione lessicale. In tale compito, si chiede ai soggetti di decidere nel più breve tempo possibile se una stringa di lettere presentate sia una parola esistente (ad esempio "cane") o inesistente (come "lage"). In entrambi i compiti i soggetti mostrano prestazioni migliori (misurate in termini di tempi di reazione) se la parola target (o bersaglio) è stata preceduta dalla presentazione di un'altra parola (in termini tecnici prime) collegata in qualche modo con essa.

## Tipi di priming

### Priming positivo e negativo
I termini priming positivo e negativo si riferiscono al modo in cui il priming influisce sulla velocità di elaborazione. Un priming positivo accelera l'elaborazione, mentre un priming negativo la riduce. Il priming positivo è causato dalla semplice presentazione dello stimolo, mentre il priming negativo ha luogo quando lo stimolo viene presentato e in seguito ignorato. Gli effetti di priming positivi si verificano anche se il primo stimolo non è percepito coscientemente. Gli effetti del priming positivo e negativo sono visibili negli esperimenti sui potenziali evento-correlati (ERP).
Si ritiene che il priming positivo sia causato dalla diffusione dell'attivazione. Ciò significa che il primo stimolo attiva parti di una particolare rappresentazione o associazione nella memoria appena prima di eseguire un'azione o un'attività. La rappresentazione è già parzialmente attivata quando si incontra il secondo stimolo, quindi è necessaria una minore attivazione aggiuntiva per diventare consciamente consapevoli di esso.
Il priming negativo appare più difficile da spiegare. Molti modelli sono stati ipotizzati, ma attualmente i più ampiamente accettati sono i modelli di inibizione del distrattore e di recupero episodico. Nel modello di inibizione del distrattore, l'attivazione di stimoli ignorati è inibita dal cervello. Il modello di recupero episodico ipotizza che gli stimoli ignorati siano contrassegnati come "non rispondenti" dal cervello. Successivamente, quando il cervello agisce per recuperare queste informazioni, lo stimolo provoca un conflitto. Il tempo impiegato per risolvere questo conflitto causa un priming negativo. Sebbene entrambi i modelli siano ancora validi, recenti ricerche hanno portato gli scienziati ad allontanarsi dal modello dell'inibizione del distrattore.

### Priming percettivo e concettuale
Il priming percettivo si basa sulla forma dello stimolo ed è favorito dal grado di similitudine tra lo stimolo iniziale e successivo. Il priming percettivo è sensibile alla modalità sensoriale e al formato esatto dello stimolo. Un esempio di priming percettivo è l'identificazione di una parola incompleta in un test di completamento di parole. La presentazione del primo stimolo non deve essere perfettamente coerente con le presentazioni successive per funzionare. Gli studi hanno dimostrato che, per esempio, la dimensione dello stimolo può variare e fornire ancora evidenze significative di priming.
Il priming concettuale si basa sul significato di uno stimolo ed è potenziato da compiti di tipo semantico. Ad esempio, la parola "tavolo" mostrerà gli effetti di priming sulla parola "sedia", perché tavolo e sedia appartengono alla stessa categoria.

### Priming di ripetizione
Il priming di ripetizione, chiamato anche priming diretto, è una forma di priming positivo. Quando viene sperimentato uno stimolo, esso funziona da priming per sé stesso. Ciò significa che le successive esperienze dello stimolo saranno elaborate più rapidamente dal cervello. Questo effetto è stato trovato sulle parole nei compiti di decisione lessicale.

### Priming semantico
Nel priming semantico, lo stimolo e il bersaglio appartengono alla stessa categoria semantica e condividono le stesse caratteristiche. Ad esempio, la parola "cane" è un priming semantico per "lupo", perché i due sono animali simili. Il priming semantico funziona probabilmente a causa della diffusione dell'attivazione all'interno di reti associative. Quando una persona pensa a un oggetto in una categoria, oggetti simili sono stimolati nel cervello. Anche se non sono parole, i morfemi possono essere utilizzati per parole complete che li includono. Un esempio di ciò potrebbe essere che il morfema "psico" può essere utilizzato come stimolo per la parola "psicologia".

### Priming associativo
Nel priming associativo, il secondo stimolo è una parola che ha un'alta probabilità di apparire con il primo, ed è "associata" con esso ma non necessariamente correlata nelle caratteristiche semantiche. "Cane" è un priming associativo per "gatto", dal momento che le parole sono strettamente associate e appaiono frequentemente insieme (in frasi come "essere come cane e gatto"). Un effetto simile è noto anche come priming di contesto. Il priming di contesto funziona utilizzando un contesto per accelerare l'elaborazione degli stimoli che potrebbero verificarsi in quel contesto. Un'utile applicazione di questo effetto è la lettura di un testo scritto. La grammatica e il vocabolario della frase forniscono indizi contestuali per le parole che si presenteranno più avanti nella frase. Queste ultime parole vengono elaborate più rapidamente che se fossero state lette da sole e l'effetto è maggiore per parole più difficili o non comuni.

### Priming sublimale
Il priming sublimale (masked priming) è un tipo di priming nascosto, ovvero non percepito dalla coscienza ma comunque rilevato inconsciamente. La sua esistenza è stata dimostrata ed utilizzata sperimentalmente in neurolinguistica e in neuropsicologia . Viene studiato anche nel neuromarketing e sperimentato con effetti contraddittori e controversi.

## Applicazioni
Si pensa che il priming abbia un ruolo importante nei sistemi di stereotipizzazione. Questo perché l'attenzione a una risposta aumenta la frequenza di quella risposta, anche se la risposta attesa non è desiderata. L'attenzione data a queste risposte o comportamenti ha l'effetto di priming per l'attivazione successiva. Un altro modo per spiegare questo processo è l'automaticità. Se le descrizioni dei tratti, ad esempio "stupido" o "amichevole", sono state usate frequentemente o di recente, queste descrizioni possono essere automaticamente utilizzate per interpretare il comportamento di qualcuno. Un individuo non è a conoscenza di questo e ciò può portare a comportamenti che potrebbero non essere in accordo con le proprie convinzioni personali.
Questo effetto può verificarsi anche se il soggetto non è consapevole dello stimolo del priming. Un esempio di ciò è stato fornito da Bargh et al. nel 1996. Ai soggetti erano presentati implicitamente stimoli costituiti da parole legate allo stereotipo degli anziani (esempio: Florida, smemorato, rughe). Mentre le parole non menzionavano esplicitamente la velocità o la lentezza, coloro a cui erano state presentate queste parole camminavano più lentamente uscendo dalla cabina di prova di quelli a cui erano stati presentati stimoli neutri. Effetti simili sono stati trovati con stimoli "maleducati" o "educati": quelli a cui erano presentate parole scurrili erano più propensi a interrompere un intervistatore rispetto a quelli a cui erano presentate parole neutre, e quelli con parole educate avevano ancor meno probabilità di interromperlo. Uno studio di Yale ha dimostrato che qualcosa di semplice come tenere in mano una bevanda calda o fredda prima di un colloquio potrebbe dare un'opinione positiva o negativa all'intervistatore. Tuttavia, in questi studi c'è stata una grave mancanza di replicazione, e le scoperte e le interpretazioni sull'applicabilità del priming ai contesti sociali sono diventate controverse.
Questi risultati sono stati estesi agli interventi terapeutici. Ad esempio, Cox et al. (2012) suggeriscono che, alle prese con un paziente depresso che "auto-stereotipa sé stesso come incompetente, un terapeuta può trovare il modo di sfruttare l'effetto priming presentandogli situazioni specifiche in cui è stato competente in passato ... Rendere i ricordi della sua competenza più salienti dovrebbe ridurre il suo auto-stereotipo di incompetenza".
Il priming è spesso considerato come un elemento nel successo del Branding sensoriale dei prodotti e collegato a idee come le corrispondenze crossmodali e il trasferimento sensoriale. Gli effetti noti sono ad es. il fatto che i consumatori percepiscono improvvisamente la limonata più dolce quando il logo della bevanda è più saturo verso il giallo.

## Critiche
Sebbene il priming percettivo, semantico e associativo siano fenomeni ben stabiliti in letteratura, alcuni effetti di priming a lungo termine non sono stati replicati in ulteriori studi, gettando dubbi sulla loro efficacia o addirittura esistenza. Il premio Nobel e psicologo Daniel Kahneman ha invitato nel 2012 i ricercatori a verificare la robustezza delle loro scoperte, in una lettera aperta alla comunità, sostenendo che il priming è diventato un "manifesto per i dubbi sull'integrità della ricerca psicologica". Altri critici hanno asserito che gli studi sul priming soffrono di bias di pubblicazione, dell'effetto aspettativa e che la critica sull'argomento non viene affrontata in modo costruttivo.